# Podział administracyjny Kościoła katolickiego w Szwajcarii
Podział administracyjny Kościoła katolickiego w Szwajcarii – obecnie na terenie Szwajcarii istnieje sześć diecezji oraz dwa opactwa terytorialne, które podlegają bezpośrednio Stolicy Apostolskiej.

## Lista diecezji
- Diecezja Bazylei
- Diecezja Chur
- Diecezja Lozanny, Genewy i Fryburga
- Diecezja Lugano
- Diecezja Sankt Gallen
- Diecezja Sion

## Lista opactw
- Opactwo terytorialne Einsiedeln
- Opactwo terytorialne Saint-Maurice